# Miami Dolphins 2006
La stagione 2006 dei Miami Dolphins è stata la numero 41 della franchigia, la trentasettesima nella National Football League. La squadra arrivava da un record di 9–7 nel 2005 ma scese a 6–10 e vide il suo capo-allenatore Nick Saban rescindere il suo contratto per trasferirsi ad allenare gli Alabama Crimson Tide.

## Calendario

### Stagione regolare
| Turno | Data               | Avversario             | Risultato          | Pubblico           |
| ----- | ------------------ | ---------------------- | ------------------ | ------------------ |
| 1     | 7/9                | @ Pittsburgh Steelers  | S 28–17            | 64.927             |
| 2     | 17/9               | Buffalo Bills          | S 16–6             | 72.797             |
| 3     | 24/9               | Tennessee Titans       | V 13–10            | 72.733             |
| 4     | 1/10               | @ Houston Texans       | S 17–15            | 70.071             |
| 5     | 8/10               | @ New England Patriots | S 20–10            | 68.756             |
| 6     | 15/10              | @ New York Jets        | S 20–17            | 77.439             |
| 7     | 22/10              | Green Bay Packers      | S 34–24            | 73.548             |
| 8     | Settimana di pausa | Settimana di pausa     | Settimana di pausa | Settimana di pausa |
| 9     | 5/11               | @ Chicago Bears        | V 31–13            | 62.206             |
| 10    | 12/11              | Kansas City Chiefs     | V 13–10            | 73.132             |
| 11    | 19/11              | Minnesota Vikings      | V 24–20            | 73.070             |
| 12    | 23/11              | @ Detroit Lions        | V 27–10            | 61.562             |
| 13    | 3/12               | Jacksonville Jaguars   | S 24–10            | 73,160             |
| 14    | 10/12              | New England Patriots   | V 21–0             | 74.033             |
| 15    | 17/12              | @ Buffalo Bills        | S 21–0             | 71.011             |
| 16    | 25/12              | New York Jets          | S 13–10            | 73,500             |
| 17    | 31/12              | @ Indianapolis Colts   | S 27–22            | 57.310             |

## Premi
- Jason Taylor:

miglior difensore dell'anno della NFL